# Cargo (Belgische film uit 2017)
Cargo is een Belgisch-Nederlands-Franse film uit 2017, geregisseerd door Gilles Coulier.

## Verhaal
Visser Jean Broucke moet het familiebedrijf overnemen nadat zijn vader Leon overboord gevallen is uit zijn vissersboot en in een diepe coma geraakt. Het bedrijf draagt een enorme schuldenberg en na het ongeval komen de conflicten tussen Jean en zijn twee broers aan de oppervlakte. Francis moet kiezen tussen zijn familie en zijn geheime geliefde terwijl William terug thuis komt om te ontsnappen aan het misdaadmilieu.

## Rolverdeling
| Acteur                | Personage       |
| --------------------- | --------------- |
| Sam Louwyck           | Jean Broucke    |
| Wim Willaert          | Francis Broucke |
| Sebastien Dewaele     | William Broucke |
| Josse De Pauw         |                 |
| Mathias Sercu         |                 |
| Koen De Sutter        |                 |
| Mieke Dobbels         |                 |
| Wennie De Ruyck       |                 |
| Luc Dufourmont        |                 |
| Roland Van Campenhout | Leon Broucke    |

## Productie
Cargo is het speelfilmdebuut van de West-Vlaamse regisseur Gilles Coulier die eerder enkele korte films en de televisieserie Bevergem regisseerde. De filmopnamen gingen van start op 22 februari 2016.
De film ging op 8 september 2017 in première als openingsfilm van het Filmfestival van Oostende en werd ook geselecteerd voor het internationaal filmfestival van San Sebastian.